# Vicente Arbiol
Pour les articles homonymes, voir Arbiol.
Vicente Arbiol, né en 1812 à Madrid et mort le 10 juillet 1876 à Saragosse, est un peintre et lithographe espagnol.

## Biographie
Vicente Arbiol naît en 1812 à Madrid.
Élève de l'Académie Saint-Ferdinand, il produit des peintures de genre, des paysages et quelques peintures d'histoire. Ses œuvres comprennent La Mort de Moïse, Scène chinoise et Le Roi Jean Ier.
Vicente Arbiol meurt le 10 juillet 1876 à Saragosse.